# CONMEBOL U-17 챔피언십
CONMEBOL U-17 챔피언십은 남미 축구 연맹(CONMEBOL)에서 주최하는 17세 미만 축구 선수권 대회이다. 1985년에 창설되면서부터 격년마다 열리고 있으며 FIFA U-17 월드컵의 남아메리카 지역 예선을 겸한다.

## 대회 결과
| 1985년 자세히 | 아르헨티나 | 아르헨티나 | –                | 브라질     | 에콰도르   | –   | 칠레       |
| 1986년 자세히 | 페루       | 볼리비아   | –                | 브라질     | 에콰도르   | –   | 아르헨티나 |
| 1988년 자세히 | 에콰도르   | 브라질     | –                | 아르헨티나 | 콜롬비아   | –   | 파라과이   |
| 1991년 자세히 | 파라과이   | 브라질     | –                | 우루과이   | 아르헨티나 | –   | 칠레       |
| 1993년 자세히 | 콜롬비아   | 콜롬비아   | –                | 칠레       | 아르헨티나 | –   | 브라질     |
| 1995년 자세히 | 페루       | 브라질     | –                | 아르헨티나 | 우루과이   | –   | 칠레       |
| 1997년 자세히 | 파라과이   | 브라질     | n/a              | 아르헨티나 | 칠레       | n/a | 파라과이   |
| 1999년 자세히 | 우루과이   | 브라질     | 5–0              | 파라과이   | 우루과이   | 4–2 | 아르헨티나 |
| 2001년 자세히 | 페루       | 브라질     | n/a              | 아르헨티나 | 파라과이   | n/a | 베네수엘라 |
| 2003년 자세히 | 볼리비아   | 아르헨티나 | n/a              | 브라질     | 콜롬비아   | n/a | 우루과이   |
| 2005년 자세히 | 베네수엘라 | 브라질     | n/a              | 우루과이   | 에콰도르   | n/a | 콜롬비아   |
| 2007년 자세히 | 에콰도르   | 브라질     | n/a              | 콜롬비아   | 아르헨티나 | n/a | 페루       |
| 2009년 자세히 | 칠레       | 브라질     | 2–2 6–5 승부차기 | 아르헨티나 | 우루과이   | n/a | 콜롬비아   |
| 2011년 자세히 | 에콰도르   | 브라질     | n/a              | 우루과이   | 아르헨티나 | n/a | 에콰도르   |
| 2013년 자세히 | 아르헨티나 | 아르헨티나 | n/a              | 베네수엘라 | 브라질     | n/a | 우루과이   |
| 2015년 자세히 | 파라과이   | 브라질     | n/a              | 아르헨티나 | 에콰도르   | n/a | 파라과이   |
| 2017년 자세히 | 칠레       | 브라질     | n/a              | 칠레       | 파라과이   | n/a | 콜롬비아   |
| 2019년 자세히 | 페루       | 아르헨티나 | n/a              | 칠레       | 파라과이   | n/a | 에콰도르   |
| 2023년 자세히 | 에콰도르   | 브라질     | n/a              | 에콰도르   | 아르헨티나 | n/a | 베네수엘라 |
| 2025년 자세히 | 콜롬비아   | 브라질     | 1–1 4–1 승부차기 | 콜롬비아   | 베네수엘라 | 3–0 | 칠레       |

## 같이 보기
- FIFA U-17 월드컵
- CONMEBOL U-20 축구 선수권 대회